# اندرو باكير
اندرو باكير (بالإنجليزية: Andrew Packer)‏ (16 يونيو 1980 بإبسوتش في أستراليا - ) هو لاعب كرة قدم أسترالي في مركز الدفاع. لعب مع كوينزلاند ليونز ونادي برث غلوري ونادي بريزبان رور ونادي سيدني أوليمبيك ونادي كورك سيتي وCarlton SC ‏ وبريزبان سترايكرز ‏ وTaringa Rovers SFC ‏.

## روابط خارجية
- اندرو باكير على موقع الاتحاد الدولي (مؤرشف)  (الإنجليزية)
- اندرو باكير على موقع قاعدة بيانات كرة القدم.إي يو (الإنجليزية)